# Дилгоделці
Дилгоде́лці (болг. Дългоделци) — село в Монтанській області Болгарії. Входить до складу общини Якимово.

## Населення
За даними перепису населення 2011 року у селі проживали 882 особи.
Національний склад населення села:
| Національність   | Кількість осіб | Відсоток |
| ---------------- | -------------- | -------- |
| болгари          | 691            | 79,2%    |
| цигани           | 171            | 19,6%    |
| не визначились   | 8              | 0,9%     |
| Всього відповіли | 872            |          |

Розподіл населення за віком у 2011 році:
Динаміка населення: